# Gisela Glende
Gisela Glende, née Trautzsch le 30 octobre 1925 à Lengefeld  et morte le 3 février 2016 à Berlin, est une fonctionnaire et femme politique est-allemande, membre du SED.

## Biographie
Nièce du métallurgiste et membre du KDP Walter Trautzsch, elle grandit dans une famille ouvrière communiste. Elle adhère au KDP en 1945 puis au SED en 1946. De 1945 à 1948, elle est directrice des ressources humaines et secrétaire du département Agitation et Propagande de la direction du SED de Marienberg. De 1949 à 1950 et de 1955 à 1960, elle suit un cours d'enseignement à distance de l'École supérieure du parti. Elle est diplômée en sciences sociales. De 1951 à 1968, elle est directrice adjointe du bureau et, en 1986, elle succède à Otto Schön comme chef du bureau politique du Comité central (CCS) du SED. De 1986 à 1989, elle est membre de la Commission centrale de révision du SED.
En 1973, elle épouse le responsable du SED Günter Glende (1918-2004). Elle meurt en 2016 à l'âge de 90 ans.

## Distinctions
- 1959, 1969 et 1975 : Ordre du Mérite patriotique
- 1969 : Médaille Clara-Zetkin
- 1975 : Kampforden „Für Verdienste um Volk und Vaterland“
- 1981 : Bannière du Travail
- 1981 : Médaille Fritz Heckert en or[3]
- 1984 : Médaille d’honneur de l’ordre du Mérite en or
- 1985 et 1986 : Ordre de Karl-Marx